# Crossover (metal)
El anglicismo crossover quiere decir cruce o fusión. Se ha utilizado para varias corrientes de experimentación o momentos de evolución musical. En el hard rock y el heavy metal, se ha utilizado para varios momentos de experimentación que combinaron los elementos estilísticos del heavy metal con otros estilos.

## Metal y punk
El uso más común del término crossover en el metal se refiere a un género surgido en los 80s que combina el hardcore punk con el thrash metal, al que se le llama crossover thrash. La primera banda que mezcló el hardcore con el thrash metal fue D.R.I. (considerada por la prensa de ese entonces "la banda más rápida del mundo"), la cual evolucionó del thrashcore de sus primeros discos hacia los primeros despuntes de crossover thrash. Otras bandas como Suicidal Tendencies, Excel, Uncle Slam y Municipal Waste siguieron el estilo de D.R.I. El thrash metal quedaría después totalmente definido por otros grupos como Metallica, Megadeth, Slayer, Testament y Kreator que tenían elementos de metal más prominentes.
Más tarde del thrash metal surgiría el death metal. Con la evolución del hardcore hacia el crust terminaría dándose lugar al grindcore. El primer grupo de grindcore fue Terrorizer, quienes en 1989 editaron su primer disco, World Downfall, considerado la "piedra filosofal" del grindcore. El grindcore y el death metal también se fusionaron, creando diferentes estilo como el deathgrind, el brutal death y el goregrind. Los grupos más característicos de estos estilos son Carcass, Cannibal Corpse, Suffocation, Bolt Thrower y Morbid Angel, entre otros.

## Metal y hip hop
Algunos grupos de rap como ONIX, Run DMC y Beastie Boys habían hecho canciones con guitarristas o grupos de rock. Beastie Boys había sido un grupo de hardcore punk antes de dedicarse al hip hop. También Anthrax incluyó algo de rap en su thrash metal/hardcore. El primer grupo con presencia de MC considerado crossover constante de rap, funk y rock duro fue la banda holandesa Urban Dance Squad. A los californianos de Faith No More también se le atribuye el despunte del rap metal crossover.
En 1987, se forma en las calles de Brooklyn, Nueva York, la banda Biohazard que fusiona el heavy metal con el hardcore punk y las líricas del hip-hop. Poco tiempo después, en 1990 varios músicos con experiencias paralelas en el jazz, el rock, el funk, el hardcore y el rap formaron en California Rage Against the Machine. A raíz del éxito de Biohazard y Rage Against the Machine, otras bandas de estilos similares en su concepto y originales en resultados se apoderan de las calles como Downset, Clawfinger, Stuck Mojo, P.O.D., Linkin Park, Dog Eat Dog (banda) y Limp Bizkit.
Con el tiempo aparecieron más tarde músicos continuando el experimento a partir del camino trazado por las precursoras, apareciendo nuevas etiquetas para un nuevo estilo, llamándolo rap metal. En Latinoamérica, grupos destacados de rap metal son: Resorte, La Flor De Lingo, 2x, Dracma y Weiza.

## Metal y reggae
No es la fusión más recurrida. 
El primer grupo en mezclar reggae y rock fue The Clash; un colaborador de sus discos de reggae fue el vocalista de los grupos Dub War y Skindred, fundamentados en una fusión de diversos elementos entre los que destacan el metal, el punk y el reggae; él afirma que esta idea le surgió en los tiempos de su colaboración con The Clash. Otro grupo que ha practicado esta fusión es Bad Brains: en sus discos aparece el hardcore punk (del que son pioneros), el metal, el rap y el reggae.
Miembros de las bandas de grindcore Terrorizer y Napalm Death han editado discos bajo el nombre de Dub Trio, con el que crean un ambiente mestizo de metal, hardcore, reggae y dub; casi todas las canciones son instrumentales, salvo alguna colaboración con el cantante Mike Patton de Faith No More. 311 fusiona equilibradamente elementos de reggae, hip-hop, funk y metal.